# Pękanino (powiat sławieński)
Pękanino (dawniej: niem. Panknin) – wieś w północnej Polsce położona w województwie zachodniopomorskim, w powiecie sławieńskim, w gminie Malechowo.
W miejscowości ma remizę jednostka Ochotniczej Straży Pożarnej włączona do krajowego systemu ratowniczo-gaśniczego.
W latach 1975–1998 miejscowość administracyjnie należała do województwa koszalińskiego.